# Tipula (Vestiplex) rana
Tipula (Vestiplex) rana is een tweevleugelige uit de familie langpootmuggen (Tipulidae). De soort komt voor in het Oriëntaals gebied.